# Deutsch-Wagram
Deutsch-Wagram, obvykle jen Wagram je rakouské městečko ležící na potoce Russbachu asi 10 km severovýchodně od Vídně. Žije zde přibližně 8 700 obyvatel. Administrativně město patří do okresu Gänserndorf ve spolkové zemi Dolní Rakousy.

## Název
Název Wagram pochází z výrazu Wagenrand (kam dosahují vlny) – narážka na blízkost Dunaje. Od šestnáctého století se začal používat přídomek Deutsch-Wagram, protože většina obyvatel hovořila německy na rozdíl od nedalekého Chorvatského Wagramu (dnešní Eckartsau).
Zastaralé české jméno je Ogruň.

## Historie
První písemná zmínka o obci pochází z roku 1258, z desátkového registru sepsaného v době, kdy rakouskému vévodství vládl český král Přemysl Otakar II. Nevelká vesnice se proslavila v červenci 1809, kdy se zde odehrála důležitá bitva u Wagramu, v níž Napoleon Bonaparte porazil rakouská vojska a napravil tak porážku, kterou mu v bitvě u Aspern uštědřil v květnu téhož roku arcivévoda Karel Ludvík.
Význam Wagramu vzrostl po vybudování železniční stanice, a zejména zbrojní továrny Glock, která je dosud zdejším hlavním zaměstnavatelem. V roce 1929 byla tato obec povýšena na městys, který se stal roku 1984 městem.
Wagram vstoupil do dějin jako koncové místo prvního zkušebního a ukázkového úseku první železnice v Rakousko-Uhersku i ve střední Evropě – Severní dráhy Ferdinandovy, který byl otevřen již v listopadu 1837, dříve než byl v červenci 1838 dokončen a do provozu uveden celý první úsek Vídeň-Brno.

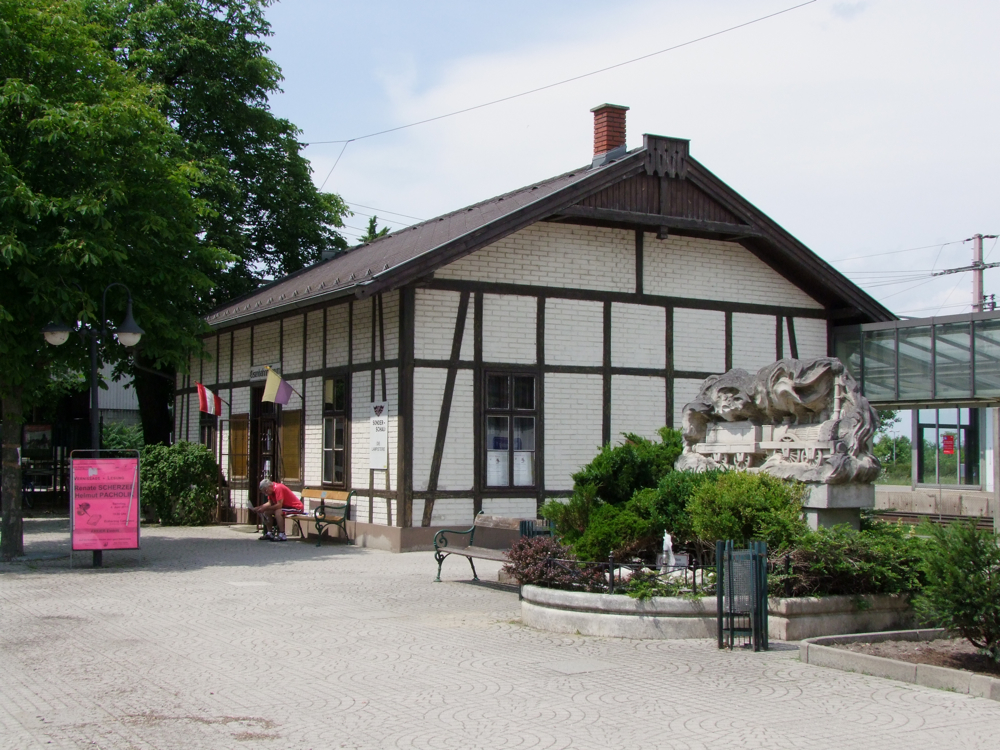
Staré nádraží z první trati Vídeň-Brno (1838) - jako železniční muzeum

## Současnost
Na úrodných sprašových půdách se daří pěstování chřestu a vinné révy. Ve městě je železniční muzeum a památník bitvy u Wagramu.  Zdejším nejslavnějším rodákem byl odborník na elektrotechniku Johann Sahulka, bydlí zde tenista Jürgen Melzer a herečka Gabriela Hegedüsová. Partnerským městem Wagramu jsou slovenské Gbely.

## Politika

### Starostové
Seznam starostů:
- 1850–1860: Josef Wieland
- 1860–1864: Franz Wald
- 1864–1867: Franz Quirgst
- 1867–1876: Ferdinand Hager
- 1876–1879: Franz Mayer
- 1879–1888: Franz Schlederer
- 1888–1902: Anton Quirgst
- 1902–1908: Michael Wieland
- 1909–1914: Ferdinand Leeb
- 1914–1919: Franz Wieland
- 1919–1922: Leopold Bauer
- 1922–1924: Franz Deußner
- 1924–1928: Paul Schilder
- 1928–1930: Heinrich Widmayer
- 1930–1934: Anton Poppe
- 1934–1938: Heinrich Widmayer
- 1938–1945: Gustav Hettinger (1939–1944 vojenská služba)
- 1939–1941: Rudolf Puchner
- 1941–1944: Josef Emmerich Simkovics
- 1944–1945: Gustav Hettinger
- 1945–1962: Karl Stibernitz
- 1962–1982: Otto Hübner
- 1982–1998: Hans Muzik
- 1998–2001: Rudolf Melzer
- 2001–2005: Walter Wimberger
- 2005–?: Friedrich Quirgst
- ?–současnost (2024): Ulrike Mühl-Hittinger

## Galerie

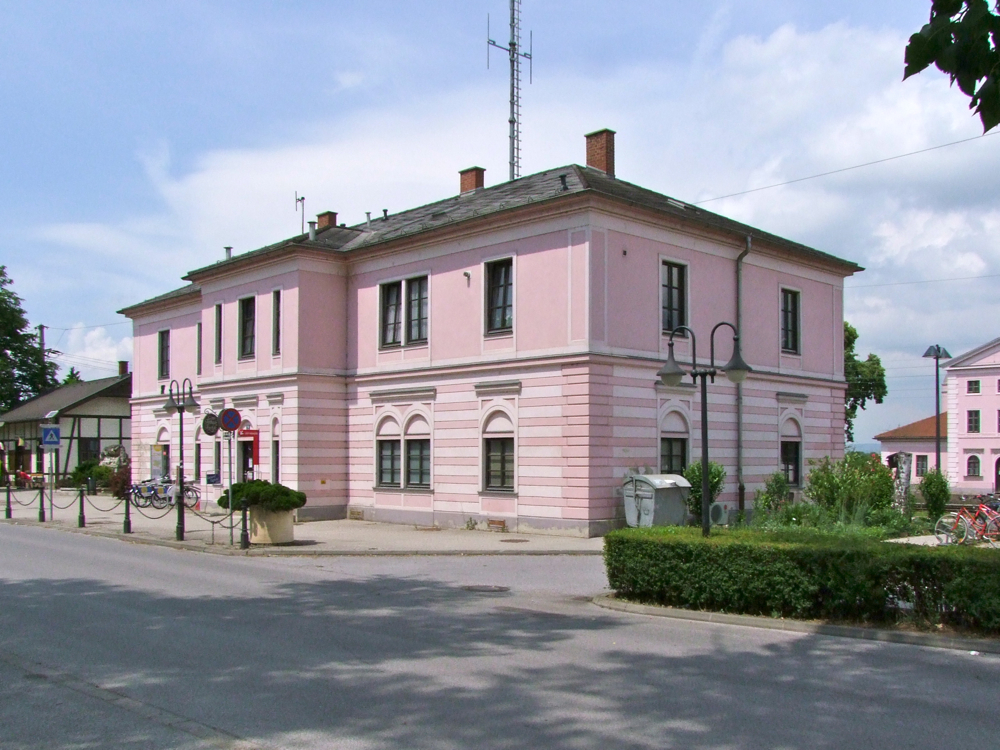
Budova nádraží
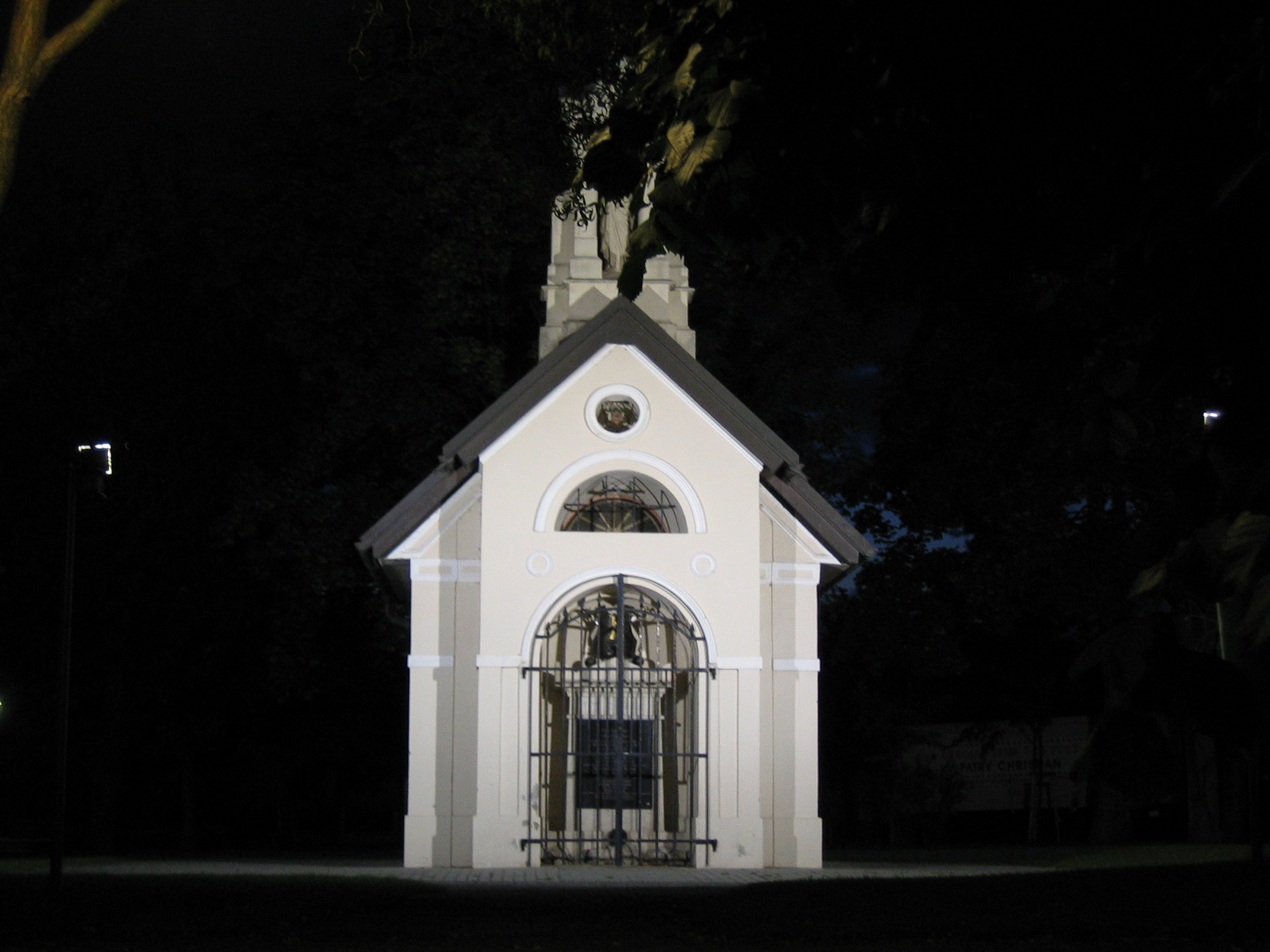
Kaple
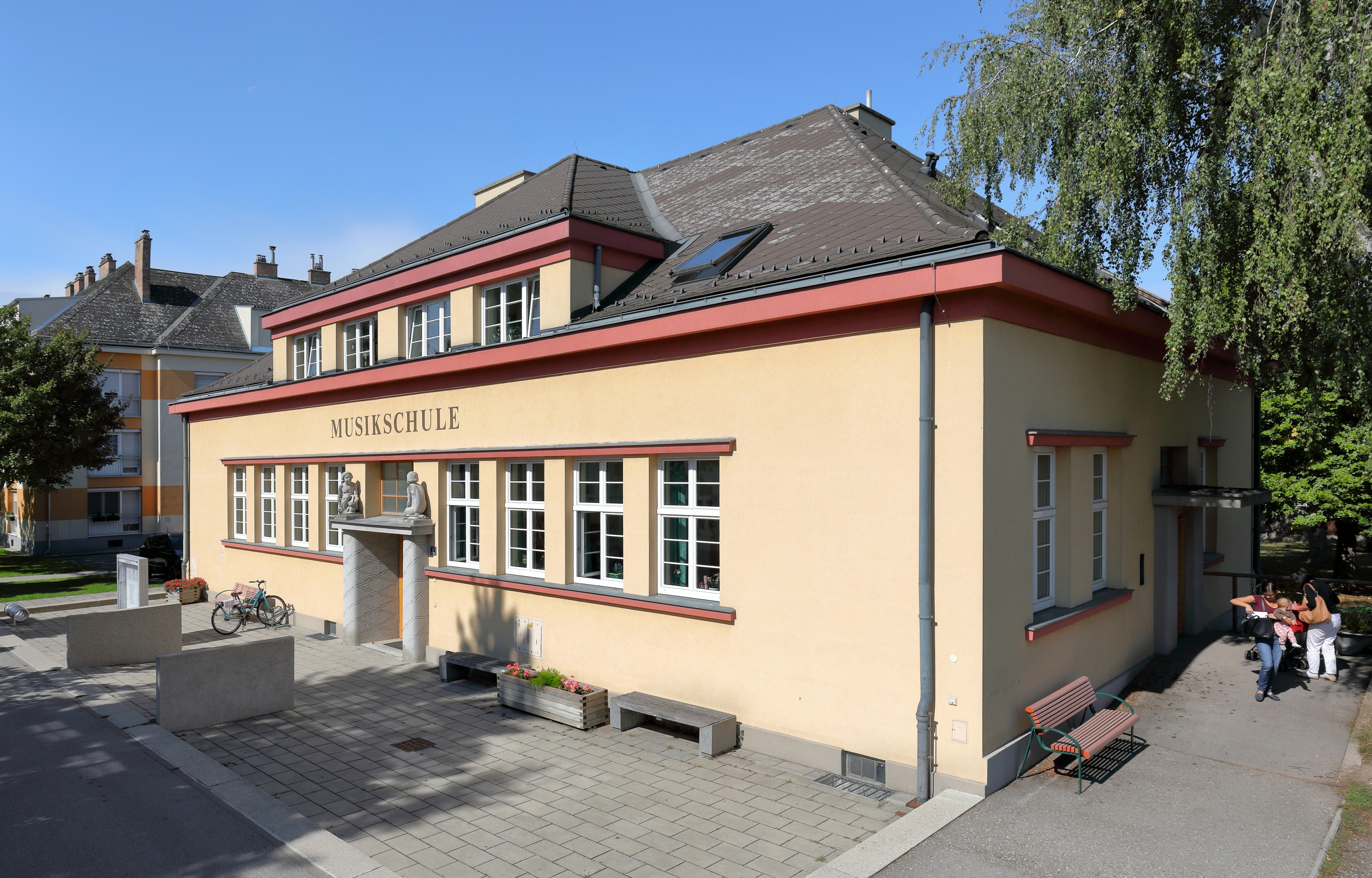
Umělecká škola
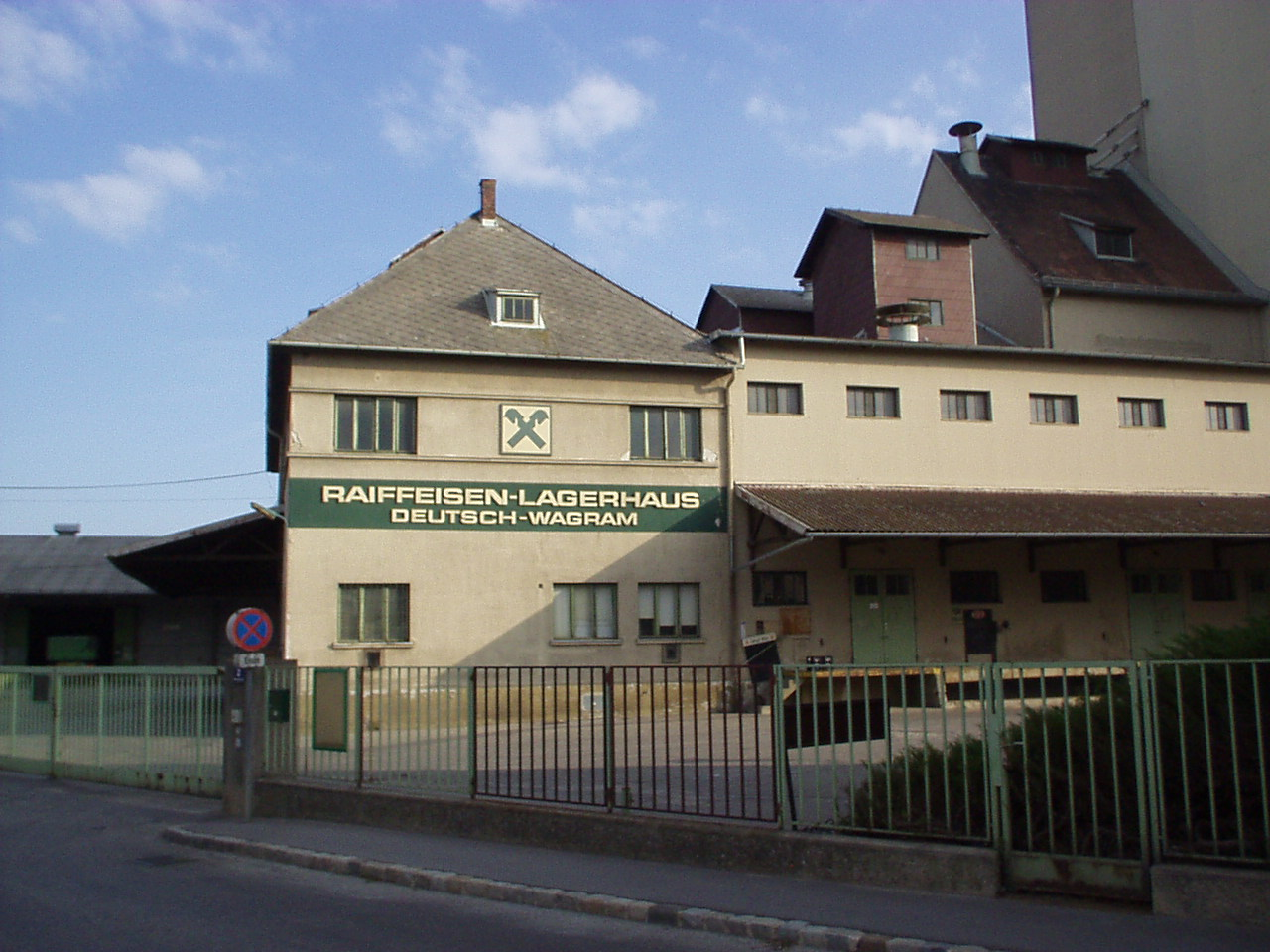
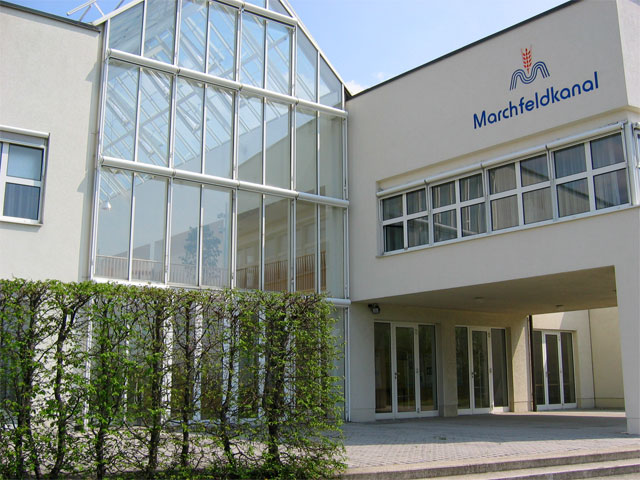
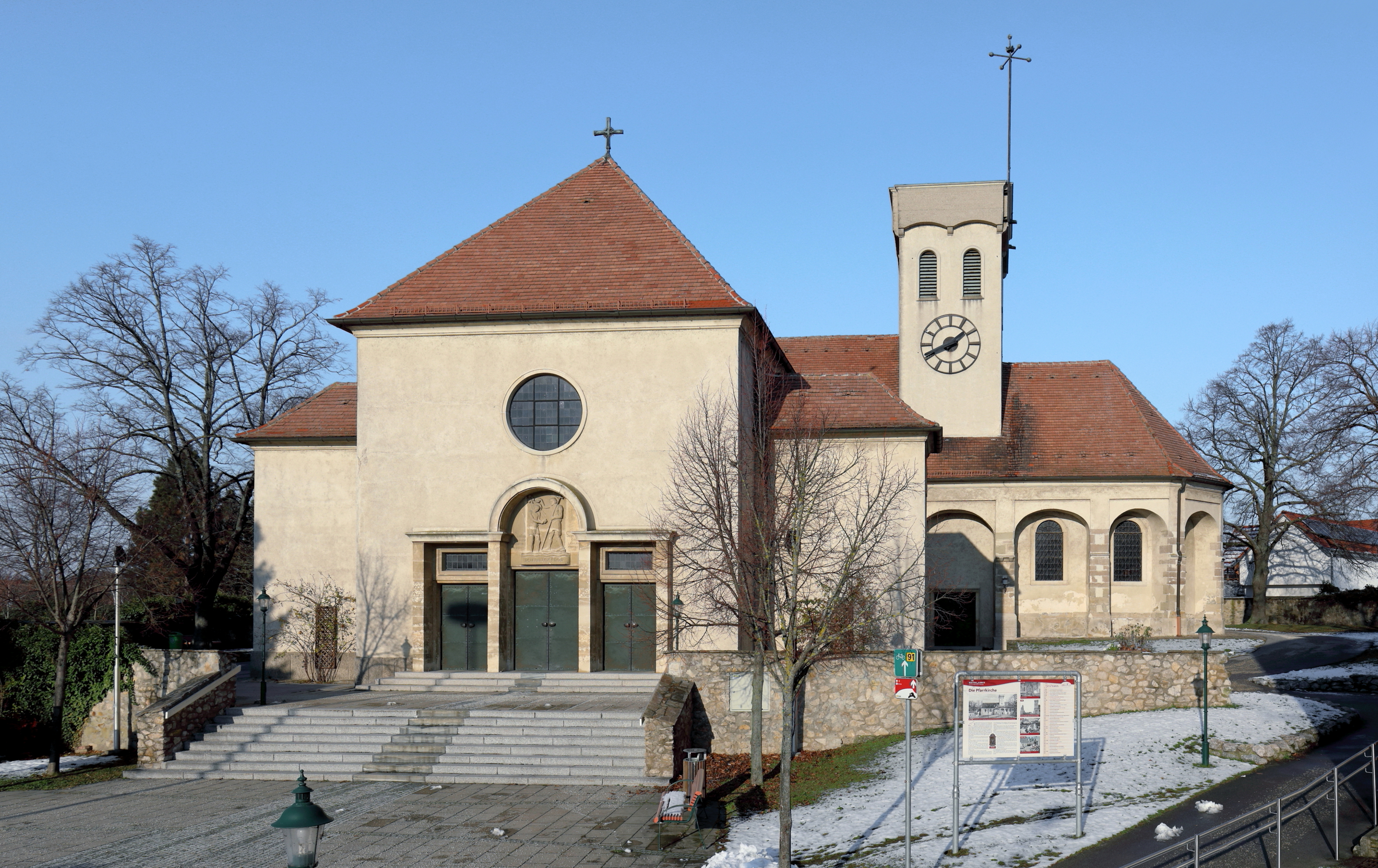
Kostel sv. Jana Křtitele
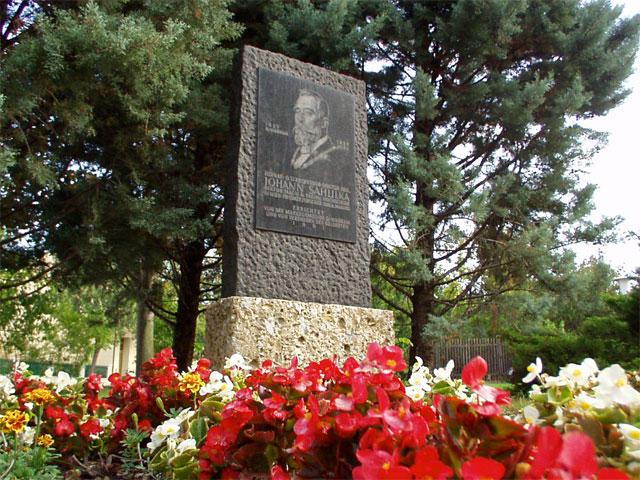
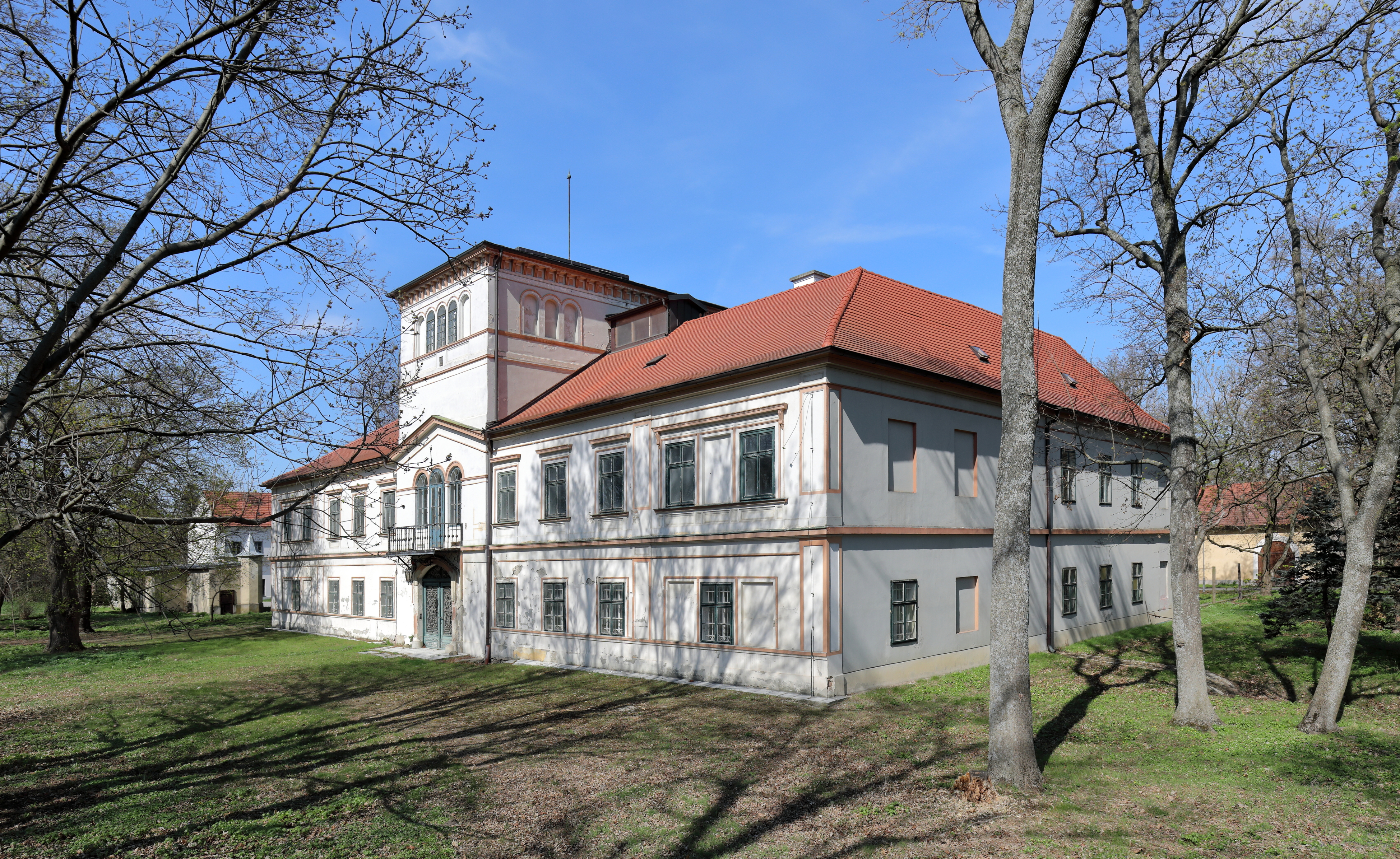
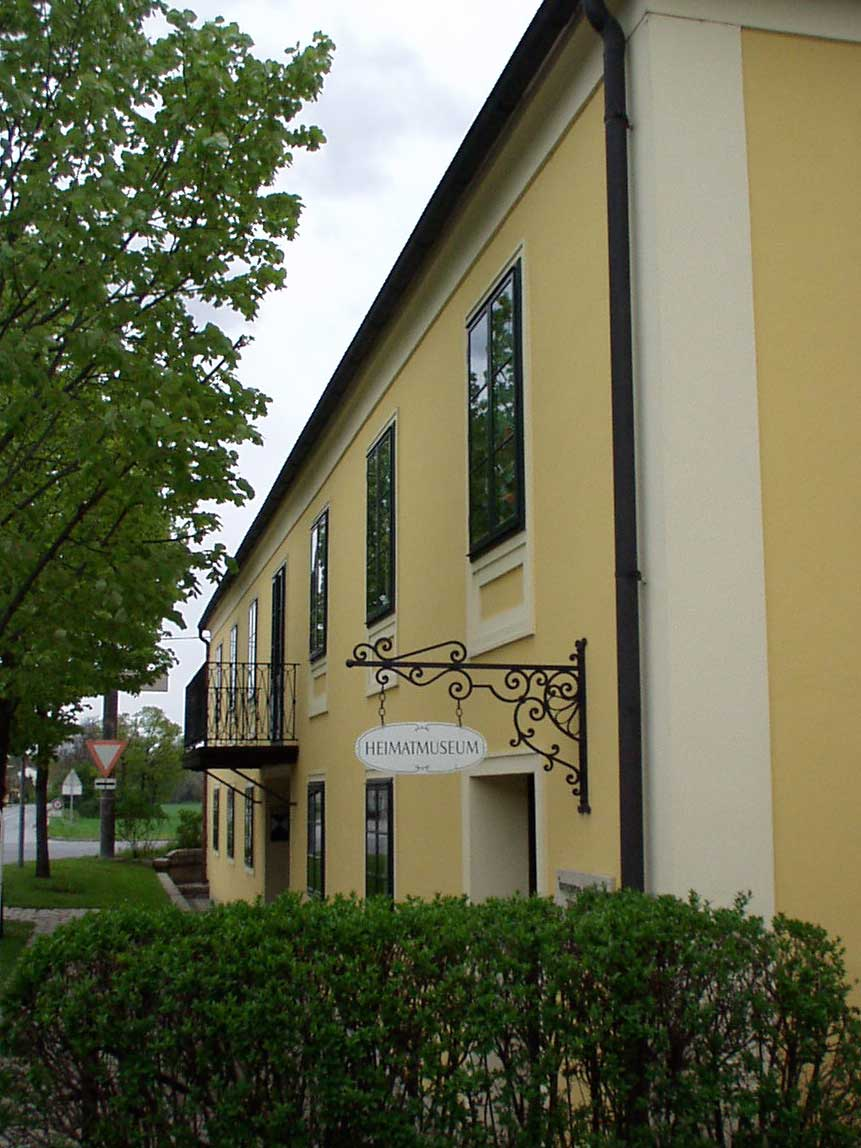
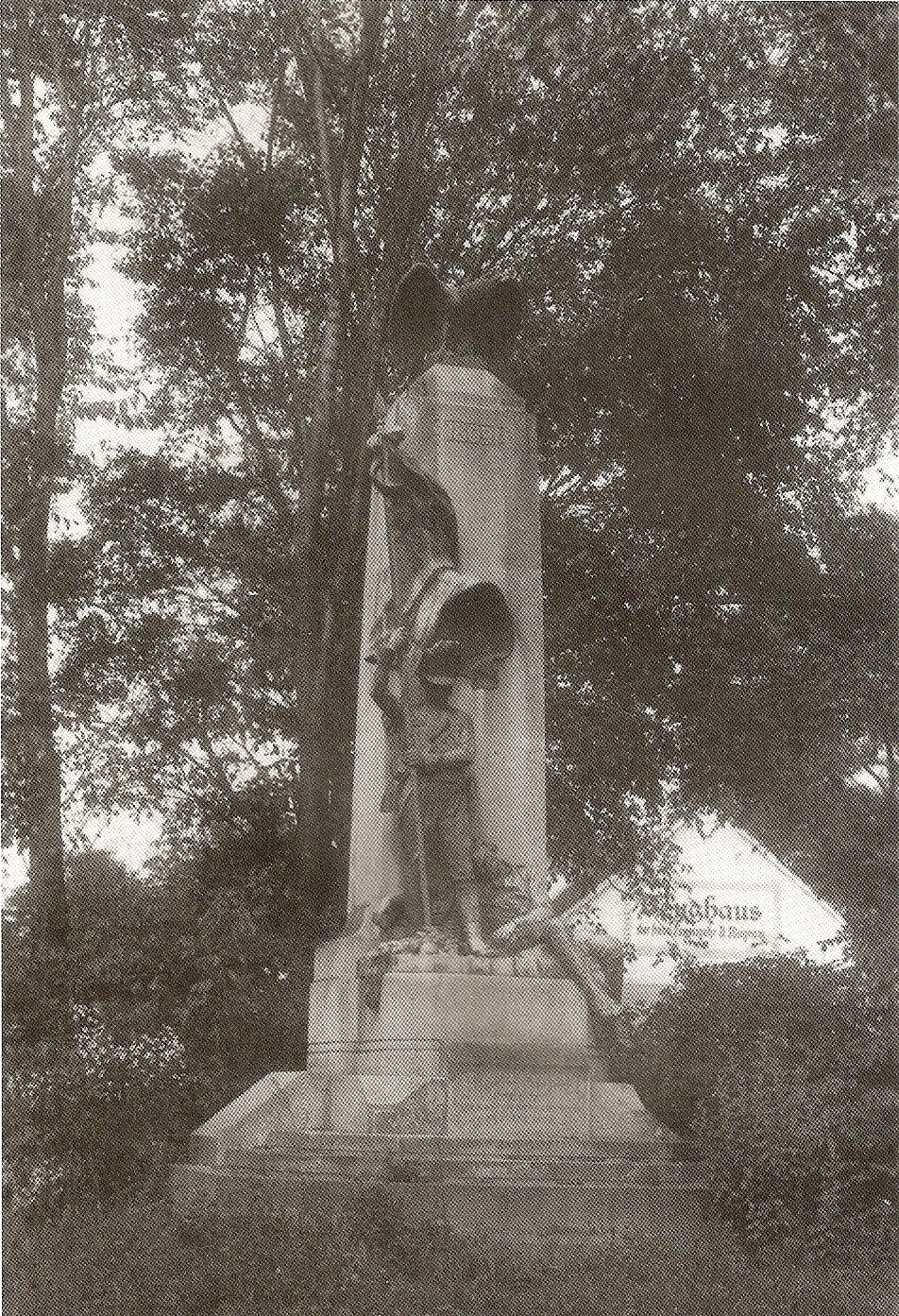
Pomník padlým z roku 1809